# 児童虐待事件の一覧
児童虐待事件の一覧（じどうぎゃくたいじけんのいちらん）は、ウィキペディアに記事がある児童虐待事件の一覧である。児童性的虐待事件についてはCategory:児童性的虐待事件も参照。

## 19世紀以前
- メアリ・エレン・ウィルソン事件（1874年）

## 1901年 - 1950年
- 愛知貰い子殺人事件（1913年） - 貰い子殺人
- 寿産院事件（1948年） - 貰い子殺人

## 1951年 - 2000年
- シルヴィア・ライケンス事件（1965年）
- 戸塚ヨットスクール事件 （1983年）
- 巣鴨子供置き去り事件（1988年）
- 風の子学園事件（1991年）
- 恩寵園事件（1995年）
- 文京区幼女殺人事件（1999年）
- キャンディス・ニューメーカー事件（2000年）

## 2001年 - 2010年
- 尼崎児童虐待死事件（2001年）
- 岸和田中学生虐待事件（2004年）
- 秋田児童連続殺害事件（2006年）
- 秋田園児殺害事件（2006年）
- 尼崎児童暴行事件（2006年）
- 小野市冷蔵庫男児遺体事件（2007年）
- 西淀川区女児虐待死事件（2009年）
- 杉並里子虐待死事件（2010年）
- 大阪2児餓死事件（2010年）

## 2011年 - 2020年
- 漆谷継母児童虐待死亡事件（2013年）
- ライリー・アン・ソーヤーズ殺害事件（2014年）
- 蔚山入養児童虐待死亡事件（朝鮮語版）（2014年）
- ディー・ディー・ブランチャード殺害事件（2015年）
- ベラ・ボンド殺害事件（2015年）
- アメリカ体操連盟性的虐待事件（2016年）
- 目黒女児虐待事件（2018年）
- 野田小4女児虐待事件（2019年）
- 北九州児童養護施設虐待事件（2019年）
- 野田市園児性的暴行事件（2019年 - 2020年）
- ジョンインちゃん事件（2020年）

## 2021年以降
- 静岡児童性的虐待事件（2022年）

## その他
- ピトケアン諸島少女性的暴行事件
- カトリック教会の性的虐待事件
- 聖神中央教会事件
- 米人英会話教師性的暴行事件